# یانبی
یانبی (به آلمانی: Janneby) یک شهر در آلمان است که در اشلسویگ-فلنسبورگ واقع شده‌است. یانبی  ۴۵۰ نفر جمعیت دارد.